# Ruslan Abishov
Ruslan Abishov (en azéri : Ruslan Abışov), né le 10 octobre 1987 à Bakou en Azerbaïdjan, est un footballeur international azerbaïdjanais, qui évolue au poste de défenseur ou milieu défensif. 
Il compte 45 sélections et 4 buts en équipe nationale depuis 2009.

## Biographie

### Carrière de joueur
Ruslan Abishov dispute 2 matchs en Ligue des champions, 11 matchs en Ligue Europa, pour un but inscrit, et 6 matchs en Coupe Intertoto.

### Carrière internationale
Ruslan Abishov compte 45 sélections et 4 buts avec l'équipe d'Azerbaïdjan depuis 2009. 
Il est convoqué pour la première fois par le sélectionneur national Berti Vogts pour un match des éliminatoires de la Coupe du monde 2010 contre la Finlande le 5 septembre 2009 (défaite 2-1). Par la suite, le 18 novembre 2009, il inscrit son premier but en sélection contre la République tchèque, lors d'un match amical (victoire 2-0).

## Palmarès

### En club
- Avec le Neftchi Bakou
  - Champion d'Azerbaïdjan en 2011 et 2012

### Distinctions personnelles
- Footballeur azerbaïdjanais de l'année en 2012

## Statistiques

### Statistiques de joueur
| Saison                | Club                  | Championnat           | Championnat | Championnat | Coupe(s) nationale(s) | Coupe(s) nationale(s) | Compétition(s) continentale(s) | Compétition(s) continentale(s) | Compétition(s) continentale(s) | Azerbaïdjan | Azerbaïdjan | Total | Total |
| Saison                | Club                  | Division              | M.          | B.          | M.                    | B.                    | Comp.                          | M.                             | B.                             | M.          | B.          | M.    | B.    |
| 2006-2007             | Neftchi Bakou         | Premyer Liqası        | 7           | 0           | -                     | -                     | -                              | -                              | -                              | -           | -           | 7     | 0     |
| 2007-2008             | Neftchi Bakou         | Premyer Liqası        | 12          | 0           | -                     | -                     | -                              | -                              | -                              | -           | -           | 12    | 0     |
| 2008-2009             | Neftchi Bakou         | Premyer Liqası        | 16          | 0           | -                     | -                     | CI                             | 6                              | 0                              | -           | -           | 22    | 0     |
| 2009-2010             | Neftchi Bakou         | Premyer Liqası        | 25          | 0           | 2                     | 0                     | -                              | -                              | -                              | 9           | 1           | 36    | 1     |
| 2010-2011             | Neftchi Bakou         | Premyer Liqası        | 25          | 2           | 3                     | 0                     | -                              | -                              | -                              | 7           | 1           | 35    | 3     |
| 2011-2012             | Neftchi Bakou         | Premyer Liqası        | 30          | 5           | 5                     | 0                     | C1                             | 2                              | 0                              | 9           | 0           | 46    | 5     |
| 2012-2013             | Khazar Lankaran       | Premyer Liqası        | 17          | 1           | 1                     | 0                     | C3                             | 4                              | 1                              | 5           | 1           | 27    | 3     |
| 2012-2013             | Rubin Kazan           | Premyer Liga          | 1           | 0           | -                     | -                     | -                              | -                              | -                              | 4           | 1           | 5     | 1     |
| 2013-2014             | Rubin Kazan           | Premyer Liga          | -           | -           | -                     | -                     | C3                             | 5                              | 0                              | 6           | 0           | 11    | 0     |
| 2014-2015             | FK Qabala             | Premyer Liqası        | 29          | 4           | 3                     | 0                     | C3                             | 2                              | 0                              | 5           | 0           | 39    | 4     |
| 2015-2016             | FK Qabala             | Premyer Liqası        | -           | -           | -                     | -                     | C3                             | -                              | -                              | -           | -           | 0     | 0     |
| Total sur la carrière | Total sur la carrière | Total sur la carrière | 162         | 12          | 14                    | 0                     | -                              | 19                             | 1                              | 45          | 4           | 240   | 17    |

### Buts en sélection
Le tableau suivant liste les résultats de tous les buts inscrits par Ruslan Abishov avec l'équipe d'Azerbaïdjan.